# يوهانس زوكيرتور
يوهانس هيرمن زوكيرتور (7 سبتمبر 1842 - 20 جوان 1888) أستـاذ شطرنج بولندي وأحـد أفضل لاعبي الشطرنج في عصره، خسـر بطولة العالم الأولى للشطرنج سنة 1886 أمـام ويليام شتاينيتز وخسر كذلك أمـامه مقابلة 1872 التي تعدّ بطولة عالم غير رسمية.
شغـل زوكيرتور حياته القصيرة نسبيا بإنجـازت أخرى كثيرة فكـان جنديـا، موسيقيـا، لغويـا، صحفيـا ونـاشطـا سيـاسيا، وأصبح فـي 1878 مواطنـا بريطـانيا بعد حصوله على الجنسية البريطانية.

## روابط خارجية
- جوهانس زوكيرتور على موقع مباريات الشطرنج (الإنجليزية)
- جوهانس زوكيرتور على موقع 365Chess.com (الإنجليزية)
- جوهانس زوكيرتور على موقع Chesstempo.com (الإنجليزية)